# Citroën
Citroën je francuski proizvođač automobila, kojeg je 1919. godine osnovao André Citroën. Citroën je prva tvrtka izvan SAD-a koja je uvela masovnu proizvodnju automobila. Citroën je od 1976. dio PSA Peugeot Citroën grupacije, čije je sjedište u Parizu.
Citroën je danas masovni proizvođač automobila s modernim dizajnom i inovativnom tehnologijom. Prvi je u masovnu proizvodnju stavio automobil s prednjim pogonom 1934. godine. Do 1980-ih godina tvrtka je slavila po svojem atraktivnom dizajniranim automobilima i inovativnosti. Najpoznatiji modeli bili su H Van (1947. – 1981.), 2CV (popularnog naziva: spaček) (1948. – 1980.), DS (popularnog naziva: žaba) (1955. – 1975.) i CX (1974. – 1991.).

## Nagrada za europski auto godine

### Pobjednik
- 1971.: Citroën GS
- 1975.: Citroën CX
- 1990.: Citroën XM

### Podij
- 1971.: Citroën SM
- 1979.: Citroën Visa
- 1988.: Citroën AX
- 1994.: Citroën Xantia
- 2003.: Citroën C3
- 2005.: Citroën C4

## Automobili i kamioni

### Prije rata
- Kégresse track
- 7CV (1934. – 1935.)
- 7C (1935. – 1940.)
- 7U Rosalie (1935. – 1937.)
- 8CV Rosalie (1932. – 1935.)
- 8CV (1933. – 1934.)
- 8NH (1935. – 1936.)
- 10CV (1933. – 1934.)
- 11U Rosalie (1935. – 1937.)
- 11 (1935. – 1940.)
- 15 (1935. – 1936.)
- 15/6 (1939. – 1955.)
- Type A (1919. – 1921.)
- Type AC4 (1928. – 1929.)
- Type AC6 (1928. – 1929.)
- Type B (1921. – 1928.)
- Type C C2-C3 (1922. – 1926.)
- C4 & C6 (1928. – 1934.)
- Traction Avant (1934. – 1957.)
- TUB van (1939. – 1941.)

### Poslije rata (1945. – 1970.)
- 2CV (1948. – 1990.)
- Ami 6 (1961. – 1971.)
- Ami 8 (1969. – 1979.)
- Citroën Bijou (1959. – 1964.)
- DS/ID (1955. – 1975.)
- Dyane (1967. – 1984.)
- H Van (1947. – 1981.)

### 1970. – 1980.
- Acadiane (1978. – 1987.)
- Ami Super (1973. – 1976.)
- Axel (1984. – 1988.)
- C25 (1981. – 1993.)
- C35 (1974. – 1992.)
- CX (1974. – 1989.)
- FAF
- GS and GSA (1970. – 1984.)
- LN (1976. – 1979.)
- LNA (1978. – 1986.)
- M35 (1970. – 1971.)
- Méhari (1968. – 1987.)
- SM (1970. – 1975.)
- Visa (1978. – 1988.)

### Stari
- AX (1986. – 1998.)
- BX (1982. – 1994.)
- C15 (1984. – 2005.)
- Evasion (1994. – 2002.)
- Citroën Fukang 988 (1998. – 2003.) - proizveden za kinesko tržište
- Saxo (1995. – 2003.)
- XM (1989. – 2000.)
- Xantia (1993. – 2001.)
- ZX (1991. – 1997.)

### Sadašnji i budući
- Berlingo (1996.-danas)
- C1 (2005.-danas)
- C2 (2004.-danas)
- C3 (2003.-danas)
- C4 (2004.-danas)
- Xsara Picasso (1999. – 2012.)
- C4 Picasso (2007.-danas)
- C5 (2001.-danas)
- C6 (2005. – 2012.)
- C-Crosser (2007. – 2012.)
- C8 (2002. – 2014.)
- C-Triomphe (2006.-danas) - proizveden za kinesko tržište
- Elysée - proizveden za kinesko tržište
- C-Triomphe (1997.-danas) - proizveden za kinesko tržište
- Jumpy (1995.-danas)
- Jumper (1994.-danas)
- Xsara (1997. – 2006.)

### Kamioni
- P45 (1934. – 1953.)
- P46
- U23
- 350 do 850 poznat kao Belphegor

### Autobus
- Citroën CH14 Currus
- 1978. Citroën Heuliez C35
- Jumper van bus
- 1931. Citroën Type C6 Long
- 1930. Type 23 bus
- Type 46 DP UADI
- 1935. Type 32B
- 1932. Type C6 G1